# 1991 VU
1991 VU är en asteroid i huvudbältet som upptäcktes den 4 november 1991 av de båda japanska astronomerna Toshimasa Furuta och Yoshikane Mizuno vid Kani-observatoriet.
Asteroiden har en diameter på ungefär 8 kilometer.